# 20693 Ramondiaz
20693 Ramondiaz è un asteroide della fascia principale. Scoperto nel 1999, presenta un'orbita caratterizzata da un semiasse maggiore pari a 3,1176220 UA e da un'eccentricità di 0,1241569, inclinata di 0,22729° rispetto all'eclittica.